# Калиновский сельский округ (Московская область)
Калиновский сельский округ — упразднённая административно-территориальная единица, существовавшая на территории Серпуховского района Московской области в 1994—2006 годах.
Калиновский сельсовет был образован в первые годы советской власти. По данным 1921 года он входил в состав Пригородной волости Серпуховского уезда Московской губернии.
В 1926 году к Калиновскому с/с был присоединён Дашковский с/с, но уже в 1927 году он был выделен обратно.
В 1926 году Калиновский с/с включал деревни Дашковка, Иваньково, Калиново и Калиновские Выселки, а также 2 лесных сторожки и лесную станцию.
В 1929 году Калиновский с/с был отнесён к Серпуховскому району Серпуховского округа Московской области.
5 января 1931 года Калиновский с/с (селения Калиново и Калиновские Выселки) был передан в административное подчинение городу Серпухову, но уже 16 мая 1931 года возвращён обратно в Серпуховской район.
17 июля 1939 года к Калиновскому с/с был присоединён Дашковский с/с (селения Дашково и Калиновские Выселки).
14 июня 1954 года к Калиновскому с/с были присоединены Дракинский, Калугинский и Шатовский с/с.
1 февраля 1963 года Серпуховский район был упразднён и Калиновский с/с вошёл в Ленинский сельский район. 11 января 1965 года Калиновский с/с был возвращён в восстановленный Серпуховский район.
22 января 1965 года на территории Калиновского с/с был образован рабочий посёлок Протвино, выведенный при этом из состава сельсовета.
22 августа 1979 года в Калиновском с/с был образован посёлок Оболенск.
15 августа 1990 года посёлок Оболенск был преобразован в рабочий посёлок и выведен из состава Калиновского с/с.
3 февраля 1994 года Калиновский с/с был преобразован в Калиновский сельский округ.
В ходе муниципальной реформы 2004—2005 годов Калиновский сельский округ прекратил своё существование как муниципальная единица. При этом деревни Калугино и Станки были переданы в городское поселение Оболенск, посёлок Большевик — в сельское поселение Калиновское, а остальные населённые пункты — в сельское поселение Дашковское. К началу проведения муниципальной реформы в состав округа входили следующие населенные пункты:
- Большевик
- Дашковка
- Дракино
- Иваньково
- Калиново
- Калиновские Выселки
- Калугино
- Мирный
- Новики
- Романовка
- Станки
- Шатово

29 ноября 2006 года Калиновский сельский округ исключён из учётных данных административно-территориальных и территориальных единиц Московской области.